# Inditex

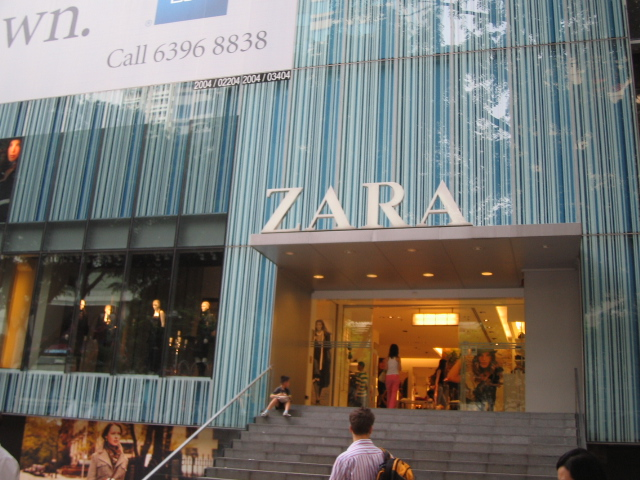
Zara-Filiale in Singapur

Inditex (Industria de Diseño Textil, S.A.) ist eines der größten Textilunternehmen der Welt mit Sitz in Arteixo, einem Vorort von A Coruña in Galicien (Spanien).

## Geschichte
Nachdem er bereits seit 1963 im Textilbereich aktiv gewesen war, gründete Amancio Ortega 1975 das Textilunternehmen Zara mit der Eröffnung einer ersten Filiale in A Coruña. 1985 fasste der Unternehmer seine Aktivitäten im Textilbereich unter dem Namen Inditex zusammen. Nachdem 1988 mit der Eröffnung einer Zara-Filiale in Porto die Auslandsexpansion des Unternehmens begonnen hatte, vergrößerte es sich 1991 durch die Gründung der Marke Pull & Bear, sowie die Übernahme eines 65%igen Anteils an Massimo Dutti, der bis 1996 auf 100 % aufgestockt wurde. Es folgte 1998 die Gründung der Marke Bershka sowie die Übernahme von Stradivarius 1999. Im Jahr 2000 verlegte das Unternehmen die Hauptverwaltung nach Arteixo nahe A Coruña. 2001 erfolgte die Gründung der Unterwäsche-Kette Oysho, sowie am 23. Mai der Börsengang der Inditex-Gruppe. 2002–2003 errichtete Inditex in Saragossa ein zweites europäisches Logistik-Zentrum. Das Tochterunternehmen Zara Home eröffnete 2003 die ersten Geschäfte und startete 2007 auch den ersten Online-Store der Gruppe. Die 2000. Filiale der Unternehmensgruppe öffnete 2004 in Hongkong. Damit war Inditex nun bereits in 56 Ländern aktiv. Im Jahr 2007 gingen zwei neue Logistikzentren, in Meco (Madrid) und Onzonilla (León), in Betrieb. 2008 gründete Inditex das neue Tochterunternehmen Uterqüe, das in seinen Filialen ausschließlich Accessoires anbietet. Im selben Jahr öffnete in Tokio die 4000. Filiale.
Auf dem deutschen Markt ist Inditex seit 1999 unter anderem durch das Tochterunternehmen Zara, Massimo Dutti, Zara Home, Bershka und neuerdings auch Pull & Bear vertreten. Nach starker Expansion mit mehr als 200 neuen Läden im Jahr 2006 erwirtschaftete Zara den meisten Gewinn im Inditex-Konzern. 2008 eröffnete Inditex weltweit 573 Geschäfte und ist damit in 73 Ländern mit Einzelhandelsfilialen vertreten. 2009 erwirtschafteten 92.301 Mitarbeiter in 4607 Filialen einen Umsatz von 11,804 Mrd. Euro sowie einen Nettogewinn von 1,3 Mrd. Euro.
2009 eröffnet Inditex seine Filialen in Syrien. Mit seinen Handelsketten wie Stradivarius, Bershka und Pull & Bear begann Inditex den Vertrieb in China. Im gleichen Jahr wurde ein neues Distributionszentrum in Palafolls bei Barcelona in Betrieb genommen, in Ergänzung zu den bereits bestehenden Logistik-Einrichtungen in Tordera, Provinz Barcelona. 2010 eröffneten die ersten Filialen in Bulgarien, Indien und Kasachstan somit erreichte Inditext eine Präsenz in 77 Ländern. Mit der Eröffnung der Zara-Filiale im Zentrum der historischen Innenstadt von Rom erreichte der Konzern 2010 die 5000er-Marke seiner Filialen. 2011 nahmen die Filialen in Taiwan, Aserbaidschan, Australien, Südafrika und Peru ihren Verkauf auf. Die Inditex-Gruppe erweitert somit ihren Vertrieb um fünf weitere Länder und erhöhte die Anzahl auf 5500 Filialen in nun mehr 82 Ländern. Zur Stärkung der Multichannel-Strategie wurde 2011 der Internet-Verkauf des Konzerns und die Eröffnung des Zara Online-Shops in den USA und Japan auf den Markt gebracht. An der Generalversammlung im gleichen Jahr wurde Pablo Isla Álvarez de Tejera zum Präsidenten der Inditex-Gruppe.
2012 eröffnet Inditex seine ersten Filialen in Armenien, Bosnien-Herzegowina, Ecuador, Georgien sowie in Mazedonien und hatte damit 6000 Filialen weltweit.
Anfang Dezember 2015 wurde bekannt, dass Inditex in den ersten neun Monaten des Jahres seine Verkäufe um 16 % gegenüber 2014 steigern konnte. Der Gesamtumsatz stieg auf über 17 Milliarden Euro und der Gewinn um 20 % auf über zwei Milliarden Euro. Die Gesellschaft betreibt inzwischen weltweit 6.913 Geschäfte. Allein von Februar bis Oktober 2015 wurden 230 neue Läden eröffnet. Die größten Gewinnsprünge erzielten die Marken Zara Home und Oysho.
Im Geschäftsjahr 2018 stieg der Umsatz gegenüber dem Vorjahr um 3,2 % auf 26,145 Milliarden Euro an. Der Gewinn ist um 2,3 % gewachsen und betrug 3,444 Milliarden Euro. Dieses Ergebnis wurde in 7.490 Geschäften und mit 174.386 Mitarbeiterinnen und Mitarbeiter erwirtschaftet.
2021 war Russland der weltweit zweitgrößte Markt von Inditex nach Spanien. Inditex hatte mehr als 9.000 Beschäftigte in Russland. Am 5. März 2022, neun Tage nach dem Beginn des russischen Überfalls auf die Ukraine, gab Inditex bekannt, man schließe vorübergehend alle über 500 Läden in Russland. Nachdem Inditex im Oktober 2022 angekündigt hatte, die russische Inditex-Tochter Novaya Moda an die in Dubai ansässige Daher-Gruppe zu verkaufen, genehmigten die russischen Behörden Ende März 2023 die Transaktion. Ein Preis wurde nicht genannt. Ab April sollen 245 Läden unter anderen Namen wieder eröffnen, die etwa 4.200 Beschäftigten sollen übernommen werden.

## Geschäftstätigkeit
Seit Dezember 2021 ist Óscar García Maceira CEO von Inditex, er ersetzte Pablo Isla Álvarez de Tejera. Amancio Ortegas Tochter Marta ist seit April 2022 Vorsitzende des Verwaltungsrats.
Im Jahr 2023 war Inditex in 213 Märkten mit 5.692 Geschäften aktiv. Damit ist die Zahl der Läden seit 2018 um ca. 22 % gesunken; der Anteil der Online-Umsätze stieg weiter an. Mit etwa 161.000 Mitarbeitern wurden 35,647 Milliarden Euro Umsatz erzielt. Mehr als zwei Drittel des Umsatzes stammten von Zara und mehr als 60 % aus den europäischen Märkten. Der Nettogewinn betrug 5,381 Milliarden Euro.

## Marken
- Zara und Zara Home
- Pull & Bear
- Massimo Dutti
- Bershka
- Stradivarius
- Oysho[10]
- Lefties[11]

Kiddy’s Class (außerhalb Spaniens ab 2006: Skhuaban) wurde 2022 mit Zara verschmolzen, die 2008 eingeführte Marke Uterqüe mit Massimo Dutti zusammengeführt.

## Kritik

### Nachhaltigkeitsziele
Inditex verfolgt zahlreiche Nachhaltigkeitsziele, die etwa bei der Hauptversammlung 2023 kommuniziert wurden. Dazu zählen etwa ein Netto-Null-Ziel für das Jahr 2040, nachhaltigere Fasern, mehr Kreislaufwirtschaft und Geld für Renaturierungsprojekte. Eine Kommentatorin kritisierte, dass die Ziele nicht das Hauptproblem von Fast Fashion ansprechen, nämlich die Überproduktion. Solange es nicht zur Nachhaltigkeitsstrategie gehöre, das Geschäftsmodell zu ändern, die Zahl der produzierten Teile deutlich zu senken und eine gute Lösung für Altkleidung zu finden, sei es Greenwashing.
Eine Untersuchung vom NewClimate Institute hielt die Klimaziele von Inditex im Februar 2023 für wenig seriös und nicht besonders transparent. So sei nicht nachvollziehbar, wie viel und welche Klimakompensation das Unternehmen nutze oder wie effektiv die vorgeschlagenen Maßnahmen zur Einsparung von Treibhausgasen sei.

### Arbeitsbedingungen
Im Dezember 2011 wurde bekannt, dass ein brasilianischer Zulieferer der Inditex in São Paulo über Jahre hinweg bolivianische Arbeiter unter sklavenähnlichen Bedingungen beschäftigt und ausgebeutet hat. Die Arbeiter wohnten in Schlafquartieren oberhalb der Fabrik, die Arbeitsbedingungen seien entwürdigend und gesundheitsschädigend gewesen, wurde berichtet. Daraufhin erließ das brasilianische Arbeitsministerium eine Strafzahlung von 1,4 Mio. Euro an Inditex.

### Giftstoffe in Kleidung
Nach der Veröffentlichung der Greenpeace-Untersuchung “Toxic Threads – The Big Fashion Stitch-Up” zu Giftstoffen in Markentextilien im Jahr 2012 zogen die Zara und Inditex Konsequenzen und wollten Giftstoffen bei der Herstellung der Bekleidung komplett vermeiden. Nachdem der Bericht der Umweltorganisation Greenpeace auch Giftstoffe in Kleidungsstücken von Zara nachweisen konnte, will das Unternehmen im Jahr 2013 mit dem Eliminationsprozess anfangen und mehr als 100 Zulieferer untersuchen. Das Unternehmen schloss sich auch der 2011 gegründeten unternehmensübergreifenden Initiative „Roadmap to Zero“ an.

### Steuervermeidung
Kritik wurde 2016 von den Grünen im EU-Parlament im Hinblick auf Steuervermeidung durch Inditex geübt. So würden die Filialen der Modekette Zara nur geringe Gewinne oder Verluste machen und damit kaum Steuern zahlen, während die Unternehmensteile, die an die Filialen liefern, ihre Geschäftstätigkeit auf Niedrigsteuerländer, wie Irland oder die Niederlande konzentrieren. Damit soll der Konzern europaweit in den Jahren von 2011 bis 2014 585 Millionen Euro auf Kosten anderer Staaten gespart haben.